# Buffy the Vampire Slayer: Chaos Bleeds
Buffy the Vampire Slayer: Chaos Bleeds è un videogioco ispirato alla serie televisiva di Buffy l'ammazzavampiri e pubblicato per PlayStation 2, Xbox e GameCube nel 2003.
Impersonando Buffy, Willow, Xander, Faith e Spike, il giocatore deve svolgere alcune missioni, ambientate nei luoghi più spettrali della cittadina di Sunnydale in California, con il fine di fermare Il Primo ovvero il male primordiale.

## Personaggi

### Primari
| Nome   | Potere     | Doppiatore       |
| ------ | ---------- | ---------------- |
| Buffy  | superforza | Giselle Loren    |
| Willow | magia      | Kari Wahlgren    |
| Xander | nessuno    | Nicholas Brendon |
| Faith  | superforza | Eliza Dushku     |
| Spike  | superforza | James Marsters   |

### Secondari
| Nome        | Doppiatore     |
| ----------- | -------------- |
| Giles       | Anthony Head   |
| Anya        | Giselle Loren  |
| Tara        | Amber Benson   |
| Kakistos    | Jeremy Roberts |
| Ethan Rayne | Robin Sachs    |
| Il Primo    | Robin Sachs    |
| Sid         | Tom Wyner      |